# Сабінал (Техас)
Сабінал (англ. Sabinal) — місто (англ. city) в США, в окрузі Ювалде штату Техас. Населення — 1364 особи (2020).

## Географія
Сабінал розташований за координатами 29°19′17″ пн. ш. 99°28′10″ зх. д. / 29.32139° пн. ш. 99.46944° зх. д. (29.321325, -99.469535).  За даними Бюро перепису населення США в 2010 році місто мало площу 3,08 км², уся площа — суходіл.

## Демографія
Згідно з переписом 2010 року, у місті мешкало 1695 осіб у 599 домогосподарствах у складі 450 родин. Густота населення становила 551 особа/км².  Було 716 помешкань (233/км²).
Расовий склад населення:
| - 79,6 % — білих - 0,4 % — корінних американців - 0,4 % — чорних або афроамериканців - 0,1 % — азіатів - 17,2 % — осіб інших рас |

До двох чи більше рас належало 2,4 %. Частка іспаномовних становила 66,5 % від усіх жителів.
За віковим діапазоном населення розподілялося таким чином: 29,0 % — особи молодші 18 років, 54,7 % — особи у віці 18—64 років, 16,3 % — особи у віці 65 років та старші. Медіана віку мешканця становила 37,3 року. На 100 осіб жіночої статі у місті припадало 92,0 чоловіків;  на 100 жінок у віці від 18 років та старших — 88,4 чоловіків також старших 18 років.
Середній дохід на одне домашнє господарство  становив 56 601 долар США (медіана — 36 458), а середній дохід на одну сім'ю — 61 590 доларів (медіана — 39 559). Медіана доходів становила 39 125 доларів для чоловіків та 30 463 долари для жінок. За межею бідності перебувало 19,6 % осіб, у тому числі 23,0 % дітей у віці до 18 років та 31,1 % осіб у віці 65 років та старших.
Цивільне працевлаштоване населення становило 748 осіб. Основні галузі зайнятості: освіта, охорона здоров'я та соціальна допомога — 40,2 %, публічна адміністрація — 10,3 %, сільське господарство, лісництво, риболовля — 9,9 %.